# Olivia Sanabia
Olivia Shae Sanabia (* 13. April 2003) ist eine US-amerikanische Sängerin und Schauspielerin. Sie wurde vor allem durch ihre Rolle als Kelly Quinn in Das geheimnisvolle Kochbuch und als Charlotte Wrather in Coop & Cami Ask the World bekannt.

## Leben
Sanabia wurde am 13. April 2003 in Corona, Kalifornien geboren. Bereits im Alter von sechs Jahren begann sie mit der professionellen Schauspielerei, zahlreiche Auftritte in Werbespots sowie in verschiedenen Serien wie Sam & Cat, Extant oder Life in Pieces ließen sie erste Kontakte mit der Schauspielbranche schließen. 2015 übernahm sie die Hauptrolle der Kelly Quinn in der von Prime Video produzierten Kinder- und Jugendserie Das geheimnisvolle Kochbuch. Außerdem spielte sie zwei Staffeln lang die Rolle der Charlotte Wrather in der ausschließlich in Amerika ausgestrahlten Disney-Sitcom „Coop & Cami Ask the World“. Ferner veröffentlichte sie 2019 mit "Stars Crossed" und 2020 mit "The Train" zwei Songs. Zudem wurde sie 2016 zweimal für den Young Artist Awards in den Kategorien "Best Performance in a TV Series – Leading Young Actress (13 and under)" und "Best Performance in a TV Commercial – Young Actor/Actress" für ihre schauspielerische Leistung in den Serien Das geheimnisvolle Kochbuch sowie Dairy Queen Rolo Minis Blizzard nominiert.

## Filmografie (Auswahl)
- 2011: Tangled Up in Blue als Ashley (jung)
- 2012: Let Your Light Shine
- 2012: Mood als Karli
- 2012: How Jimmy Got Leverage als Mia
- 2012: Incredible Crew als Lil Sister
- 2013–2014: The Birthday Boys als Tochter
- 2014: Sam & Cat als Millie
- 2014: Extant als Becca
- 2014: Nicky, Ricky, Dicky & Dawn als Jill Milbank
- 2015: Life in Pieces als Kylie
- 2016: Das geheimnisvolle Kochbuch als Kelly Quinn
- 2016: Broken Wings als Susie
- 2016: Dennis als Tochter
- 2016: The Secret Life of Me als Zoe (jung)
- 2017: Pretty Outrageous als Olivia
- 2018–2020: Coop & Cami Ask the World als Charlotte Wrather
- 2020: Just Add Magic: Mystery City als Kelly Quinn
- 2021: Country Comfort als Luanne[1]
- 2022: A Nashville Country Christmas als Anna
- 2023: Die wilden Neunziger als Serena
- 2024: Navy CIS als Serena Zawadski
- 2024: Homestead